# Condomiña (La Coruña)
Condomiña (en gallego y oficialmente, A Condomiña) es una aldea española situada en la parroquia de Ortoño, del municipio de Ames, en la provincia de La Coruña, Galicia.

## Demografía
| Gráfica de evolución demográfica de Condomiña entre 2000 y 2018 |
|                                                                 |
| Datos según el nomenclátor publicado por el INE.                |